# Fernando Lobo (músico)
Fernando Lobo de Dueñas (Cádiz; 21 de junio de 1979) es un escritor, compositor, músico y cantante español, intérprete de guitarra y armónica .

## Biografía
Es un cantante de variado registro que va de la ternura al compromiso sin dejar de lado el sentido del humor y la espontaneidad. Recoge en su obra influencias musicales que abarcan desde el blues, la rumba, el folk o el rock andaluz a la canción de autor y otras músicas del mundo; sus letras reflejan un estilo literario propio.
Ha tocado por los más diversos escenarios de las provincias de Cádiz, Sevilla, Barcelona, Jaén, Madrid, etc. Además, ha actuado en Inglaterra, Marruecos, Nicaragua y Andorra. 
Ha publicado seis discos de estudio y uno en directo en los que ha grabado con artistas como El Kanka, Zahara, Antonio Lizana, Clara Montes, Zenet...
Además es autor de los poemarios Diario del niño que quería ser poeta o pájaro (2013) y Versos Decimales (2017). También publicó la primera novela gaditana de ciencia ficción y humor Nosequé Nosecuántico (2012, en coautoría con Israel Alonso), así como el ensayo Carnaval Pop (2021)
Es el fundador del grupo de creación poética colectiva Guasa decimal (del que forman parte escritores y músicos como Ruibal, Drexler, J. J. Téllez, Tito Muñoz o Alexis Díaz Pimienta -entre otros-), también imparte talleres de escritura creativa.
Fue cantante, guitarrista, armonicista y compositor del grupo de rock Contrabando, entre los años 1999 y 2005. Además fue componente fundador del movimiento de canción de autor «Nueva Canción Gaditana» junto a Ignacio Lobo, Sergio Carrillo, Jesús Gómez y Nacho Dueñas.
Ha compartido cartel con Joan Manuel Serrat, Joaquín Sabina, Javier Ruibal, María Jiménez, Pablo Milanés, Kiko Veneno, Luis Eduardo Aute, Los Delinqüentes, Pedro Guerra, el Kanka, Ismael Serrano, Luis Pastor, Quique González, Rozalén, Alejo Martínez, etc.

## Trayectoria musical y literaria

### Musical
-En 2007 publica su primer disco Vengo, con colaboraciones de músicos como Zahara
-En su segundo disco: Encrucijada (2011), se fusionan sonoridades del blues, del folk y ritmos caribeños con pinceladas de flamenco y jazz. En él colaboran Carlos Edmundo de Ory, Pablo Guerrero, Joaquín Calderón, Alejo Martínez, José Recacha (Glazz), Jose Simonet (Kool).
-En octubre del 2014 aparece el disco Para seguir, con colaboraciones de artistas como el Kanka, Chipi de la Canalla, Antonio Lizana, Antonio Toledo, Jesús Bienvenido, etc. Este trabajo tendrá eco en medios como Radio 3, RTVE2, Canal Sur, etc, y será candidato a los Premios de la Música Independiente (MIL).
-En 2017 lanza En petit comité, cd mestizo en el que conecta Cádiz con Nueva Orleans, el Caribe con Chicago y con el Río de la Plata, contando con ello con colaboraciones de Niño de Elche, Alberto Alcalá, Diego Pozo (de los Delinqüentes), Merche Corisco o Inma Márquez.
-En 2020 sale a la luz Versos robados, trabajo en el que Fernando pone música a poemas de Lorca, Gloria Fuertes, Fernando Quiñones, Pilar Paz Pasamar, Sor Juana Inés de la Cruz, Juan José Téllez, Miguel Guillén, Rafael de Cózar y Tito Muñoz. Para ello se acerca al blues, al bolero, a la chacarera, al rock, al folk, a la psicodelia, a la morna y a la rumba, contando para ello con las colaboraciones de Zenet, José Taboada, Laura B, Paco Luque y otros artistas. Para promocionarlo, publica el videoclip de La canción del dibujante (única pieza en la que Fernando participa como letrista, junto a Tito Muñoz), contando con la voz invitada de Zenet.
-En 2023 publica En directo, grabado en vivo entre el Teatro Moderno de Chiclana y la Sala Central Lechera de Cádiz. Para ello cuenta con el acompañamiento del guitarrista Andy Pérez, también con las voces invitadas de Clara Montes, Jesús Bienvenido e Inma Márquez. Además de publicarse en formato de audio para las plataformas digitales, sacó una versión en vídeo para youtube.
-Método y caos es el título del disco que publica en el 2025. Está grabado entre Cádiz, Seattle, Chile, Madrid, Valencia y Sevilla, con colaboraciones de Alexis Díaz Pimienta, Nano Stern, Pedro Cortejosa, Jonathan Pocoví, Ismael Sánchez, Duende Josele, GUADA, parte de la comparsa ‘We can do’, Fede Comín, Leo Power, el ‘Showmancero’ y Jose Simonet.
Es autor de las letras de tres de las canciones del disco Metáforas de luz, del grupo de rock andaluz CAI, así como de la letra del single Tenlo por cuenta, del cantaor jerezano José de los Camarones.
Fernando Lobo ha  participado también en la banda sonora del documental En medio de las olas, de Luis García Gil y Pepe Freire, en el que intervienen, entre otros, Pasión Vega y Serrat,  también en Vivir en Gonzalo, cinta que detalla la trayectoria del productor y cineasta Gonzalo García Pelayo.
Como armonicista ha colaborado en conciertos o grabaciones de artistas como: Zahara, los Smogs, Boza, Tontxu, Nacho Dueñas, etc
Anteriormente, junto a Ignacio Lobo formó el Duodeno friki show, un dúo de canción de humor que actuó para la televisión pública andaluza, Canal Sur Televisión

### Literaria
Comienza su trayectoria literaria en septiembre del 2009 publicando poesía en el libro colectivo Estrofalario, junto a Rosario Troncoso, Juan Jesús Payán Martín, Eduardo Flores, Ignacio Lobo, Eugenio M. Fernández Aguilera, José Aurelio Martín y José Simonet. Dos años después participa de nuevo en una obra antológica  65 Salvocheas (2011), libro en el que un grupo de poetas rinden homenaje al gaditano Fermín Salvochea, ambos bajo el sello de la editorial Quorum.
En 2012 publica la primera novela gaditana de ciencia ficción y humor Nosequé Nosecuántico, con la participación de Israel Alonso
Su primer poemario (2013) lleva por título Diario del niño que quería ser poeta o pájaro. En la obra tienen cabida la risa, el erotismo, la ensoñación, la reivindicación, el juego...Pese al título, no se trata de un libro infantil, sino que pretende conservar al niño que el poeta lleva dentro y mirar las cosas con ojos nuevos.
También en ese mismo año colabora en el libro de Luis García Gil Javier Ruibal, más al sur de la quimera (Ed. Mayi) con un texto sobre la canción «Tabaco y tinto de verano».
En su último poemario Versos Decimales (2016), Fernando Lobo entrelaza tanto versos poéticos como irónicos, íntimos, divertidos, críticos...rompiendo barreras entre los clásico y lo actual. En la obra, las composiciones están agrupadas en cuatro partes: Poéticas (de tono lírico), sinérgicas (escritas con otros poetas), críticas (de tono social) y, finalmente, un apartado de contenido humorístico. El libro, escrito en décimas, rinde tributo a la estrofa que creara el poeta español del siglo XVI Vicente Espinel.
En el 2021 publica el libro Carnaval Pop, un ensayo en el que estudia las huellas que deja el carnaval de Cádiz en otras músicas actuales desde el siglo XIX hasta el día de hoy. Vio la luz de la mano de la editorial Serie Gong, y cuenta con prólogo de El Kanka.

## Discografía
Maquetas:
- Quizá (año 2002)
- Toma I (con el grupo “Contrabando”, año 2003)

Recopilatorio:
- Caña Rock 2002, recopilatorio editado por el Ayuntamiento de San Fernando (Cádiz)

Discos:
- Vengo (2007)
- Encrucijada  (2011)
- Para Seguir (2014)
- En petit comité  (2017)
- Versos Robados  (2020)
- En directo (2023)
- Durante el año 2024 publica un single al mes, con el proyecto #UnAño12Canciones
- Método y caos (2025)

## Libros
- Estrofalario (Antología colectiva), Cádiz, Quorum Editores, (Colección Marejada Poesía),  2009, ISBN 978-84-92581-07-8
- 65 Salvocheas (antología colectiva), Cádiz, Quorum Editores, 2011, ISBN 978-84-92581-37-5
- Nosequé nosecuántico (novela, coescrita con Israel Alonso), Cádiz, Quorum Editores, 2012, ISBN 978-84-92581-35-1
- Diario del niño que quería ser poeta o pájaro (poesía), Jerez de la Frontera, Editorial Origami, 2013, ISBN 978-84-940780-3-3
- Versos Decimales (Poesía), San Fernando, Editorial Dalya, 2016, ISBN 978-84-945600-9-5
- Carnaval Pop (Ensayo), Madrid, Editorial Serie Gong, 2021, ISBN 978-84-123575-7-8 (también disponible en formato de audiolibro)

## Premios y reconocimientos
- Ganador junto al grupo Contrabando de la convocatoria del curso 2003-2004 del Premio de Iniciativas Culturales de la Universidad de Cádiz (modalidad de grabación musical). También finalistas del Caña Rock 2005 (San Fernando, Cádiz).
- Finalista en el Concurso de Cantautores del café-teatro PayPay (Cádiz) el año 2003.
- Semifinalista en el concurso nacional de cantautores de Elche 2006.
- Seleccionado en el certamen de cantautores de Melilla 2007.
- Premiado en el certamen literario de Haikus “En Tránsito” organizado por Renfe (año 2006).
- En agosto del 2004 Participa en el I Ciclo de “Cantautores en la Plaza”, organizado por el Ayuntamiento de Conil de la Frontera.
- Participante en los ciclos de canción de autor “Cantan en el Sur” de los años 2003,2005 y 2006 organizado por la Universidad de Jaén.
- El año 2006 participa en el ciclo “Canciones desde el Sur” (organizado por el Ayuntamiento de Cádiz y la Nueva Canción Gaditana), actuando junto a Zahara en la sala Central Lechera.
- Presentador, junto a Ignacio Lobo, del Certamen de Cantautores de Alameda (años 2006 y 2007).
- Participa en el XIV Certamen de cantautores de Burgos haciendo coros a Sergio Carrillo.
- En el 2008 participa en el ciclo de música y poesía “Versos y Acordes” (Conil de la Frontera).